# Cámara de Representantes Populares de Etiopía
La Cámara de Representantes Populares (en amárico: የሕዝብ ተወካዮች ምክር ቤት, yehizb tewekayoch mekir bet) es la cámara baja de la Asamblea Parlamentaria Federal de Etiopía. Está compuesta por 547 miembros elegidos por mayoría simple en circunscripciones de un solo miembro de los cuales 22 escaños están reservados para representantes de nacionalidades y pueblos minoritarios. El período de 5 años.

## Presidente de la Cámara de Representantes Populares
| Titular        | Mandato               | Mandato               |
| Titular        | Inicio                | Final                 |
| -------------- | --------------------- | --------------------- |
| Dawit Yohannes | 1995                  | 2005                  |
| Teshome Toga   | 10 de octubre de 2005 | 3 de octubre de 2010  |
| Abadula Gemeda | 4 de octubre de 2010  | 19 de abril de 2018   |
| Muferiat Kamil | 19 de abril de 2018   | 16 de octubre de 2018 |
| Tagesse Chafo  | 18 de octubre de 2018 | presente              |